# Edmondiidae
Edmondiidae é uma família de bivalves pertencentes à ordem Adapedonta.
Géneros:
- Cardiomorpha de Koninck, 1842
- Edmondia de Koninck, 1841
- Globicarina Waterhouse, 1965
- Notomya M'Coy, 1847
- Scaldia Ryckholt, 1852